# Frühlingstraum
Frühlingstraum (Rêve de printemps) est un lied de Franz Schubert, composé en 1827 sur un poème de Wilhelm Müller, et publié en 1828 par Tobias Haslinger sous l’opus 89 (D.911). Il s’agit du onzième lied du Winterreise, à la suite de Rast et précédant Einsamkeit, qui clôt la première partie du cycle.

## Contexte
Au début de l’année 1827 (un an avant sa mort) Schubert retourne vivre chez son ami Schober, où il découvre douze poèmes de Wilhelm Müller rassemblés sous le nom de « Winterreise », qui avaient été publiés avec douze « ghazels » (poème d’amour à connotation mystique originaire d’Arabie) d’August von Platen dans une revue littéraire de Leipzig, intitulée Urania, en 1823. Schubert avait déjà composé le cycle Die schöne Müllerin (La Belle Meunière) sur des poèmes de Müller, ainsi que plusieurs lieder sur des textes de Platen. La découverte de ces douze autres poèmes en 1827 entre particulièrement en résonance avec son état d’esprit. Il traverse en effet une période difficile, faisant face non seulement à l’échec de plusieurs de ses compositions, mais aussi à l’éloignement de certains de ses amis, et à la dégradation de son état de santé. Son ami Spaun en témoigne dans une anecdote concernant la création du Voyage d’hiver : « Schubert fut un certain temps d’humeur sombre et paraissait épuisé. Comme je me demandais ce qui arrivait, il me répondit seulement : « Vous l’apprendrez et le comprendrez bientôt ». Un jour il me dit : « Viens aujourd’hui chez Schober, je vous chanterai un cycle de lieder sinistres. Je suis anxieux de savoir ce que vous en direz. Ils m'ont beaucoup plus touché que ce ne fut le cas pour d’autres lieder. » Et il nous chanta d'une voix émue tout le Voyage d’hiver.». Un autre ami de Schubert, Johann Mayrhofer, commente lui aussi (un an après la mort de Schubert) cette période de sa vie : « Le choix des poèmes du Voyage d’hiver indique à quel point le compositeur était devenu plus grave. Il avait été longtemps et gravement malade, il avait subi des expériences désastreuses, la couleur rose s’était effacée de sa vie, l’hiver avait commencé pour lui. L’ironie du poète, ironie issue du désespoir, trouva en lui un écho et il lui donna en musique une expression mordante. »
Schubert met en musique ces douze poèmes, dans leur ordre de parution, durant le mois de février 1827. Il y retrouve deux thèmes qu'il a souvent traités : l’errance et la solitude. Si des liens peuvent être établis entre ce cycle et celui de La Belle Meunière, il apparait toutefois que le Voyage d’hiver s’inscrit davantage dans les « tendances plus sombres qui émergeaient dans le romantisme allemand. » La « rumination du souvenir », l'un des thèmes clé du romantisme allemand, est une autre thématique abordée à travers ce cycle et particulièrement dans Frühlingstraum, en association avec l’évocation du rêve.

## Texte

### Texte original et traductions
| 11. Frühlingstraum | Rêve de printemps | Rêve de printemps |
| --- | --- | --- |
| Ich träumte von bunten Blumen, So wie sie wohl blühen im Mai; Ich träumte von grünen Wiesen, Von lustigem Vogelgeschrei. Und als die Hähne krähten, Da ward mein Auge wach; Da war es kalt und finster, Es schrieen die Raben vom Dach. Doch an den Fensterscheiben, Wer mahlte die Blätter da? Ihr lacht wohl über den Träumer, Der Blumen im Winter sah? Ich träumte von Lieb' um Liebe, Von einer schönen Maid, Von Herzen und von Küssen, Von [Wonn']* und Seligkeit. Und als die Hähne krähten, Da ward mein Herze wach; Nun sitz' ich hier alleine Und denke dem Traume nach. Die Augen schließ' ich wieder, Noch schlägt das Herz so warm. Wann grünt ihr Blätter am Fenster? Wann halt' ich [dich/mein]* Liebchen im Arm? | Je rêvais de bouquets aux couleurs chatoyantes, Comme on en voit fleurir en mai, Je rêvais de prairies à l’herbe verdoyante, Et du chant joyeux des oiseaux. Quand les coqs ont poussé leur cri, Alors mes yeux se sont ouverts ; Il faisait froid, il faisait sombre, Les corbeaux criaient sur le toit. Pourtant, sur le carreau des vitres, Qui a dessiné ces feuillages ? Ah ! vous vous moquez du rêveur Qui voyait des fleurs en hiver ? Je rêvais d’amours infinies, D’une fille si jolie, De caresses et de baisers, De bonheur et de voluptés. Quand les coqs ont poussé leur cri, Alors mon cœur s’est réveillé ; Et je suis seul, bien seul ici, Songeant à mon rêve envolé. Alors je referme les yeux, Mon cœur bat encore si fort. Quand reverdiras-tu, feuillage, à la fenêtre ? Quand tiendrai-je en mes bras celle que j’aime tant ? | Je rêvais de ces fleurs Qui éclosent en mai Et de vertes pâtures, De chants d’oiseaux joyeux. Mais quand chanta le coq, Mes yeux se dessillèrent : Il faisait froid et sombre, Et croassaient les corbeaux. Sur les volets battants, Qui donc a peint ces feuilles ? Vous riez du rêveur Qui voit des fleurs l’hiver ! Or je rêvais d’amour Et d’une belle enfant, De baisers, de caresses, De bonheur et de joie. Mais quand chanta le coq, Mon cœur se ressaisit ; Et dans ma solitude, Je repense à mon rêve. Je refermai les yeux, Mon cœur battait encor. Vous rouvrirez-vous, feuilles ? Ma mie, t'embrasserai-je ? |

### Adaptations
Les deux seules modifications apportées par Schubert dans son adaptation de ce texte sont le remplacement de « Von’ » par « Wonne » au vers 16 (mesures 55-57), et la modification de « ich dich, Liebchen, im » (vers 24, mesures 83-85) en « ich mein Liebchen im ».

### Commentaire
Mobilisant les registres de l’intériorité et de l’extériorité, Müller fait évoquer à son wanderer les souvenirs d’un rêve qu’il a fait, et qu’il sait perdu à jamais. Ce rêve apparaît comme « un dernier moment de chaleur intérieure avant la fin du cycle », bien que « même ici, les souvenirs du printemps et de l'amour sont interrompus deux fois par une rechute dans le monde de l’isolement hivernal ».
Dans la première strophe, le voyageur est dans un état de rêve qui prend fin lorsqu’il est réveillé par les cris des oiseaux dans la strophe suivante. Dans un premier temps, seuls ses sens sont éveillés : il ouvre les yeux et observe ce qui l’entoure. Il remarque alors le gel sur sa fenêtre, qu’il confond avec des feuilles et s’interroge sur leur nature. Lorsque les oiseaux chantent à nouveau, le voyageur est éveillé et « ce ne sont plus seulement ses sens, mais son cœur, l’être émotionnel intérieur qui a distillé la vision du rêve à propos de sa propre expérience passée » qui se réveille. Il essaye alors de retrouver cet état de rêve, mais ce retour n’est plus possible. Dans la dernière strophe, il s’interroge à nouveau et la première question (Wann grünt ihr Blätter am Fenster? / Quand reverdiras-tu, feuillage, à la fenêtre ?), appartenant au registre de la métaphore, est « une façon de se demander quand sa misère hivernale fera place à une vie et à un espoir renouvelés, mais il n’y a pas de réponse, pas même d’attente de réponse. Dans leur impossibilité, les questions mettent un terme au poème ».
« Müller est habile à suggérer ce qui provoque ou influence le mystérieux passage de la conscience du présent à la mémoire, des rêves à l’éveil, ou l’inverse. » Les oiseaux réveillent à deux reprises le rêveur, et leur chant est souligné par les formules poétiques et le rythme employés par le poète ; par ailleurs, ces éléments seront aussi marqués dans la musique de Schubert.
L’image des feuilles que le voyageur observe à sa fenêtre a aussi une importance particulière, car ces feuilles permettent au poète d’introduire le thème de l’illusion. « Elle renvoie aux deux sphères décrites dans le poème. En tant que fleurs, ces formations font partie du monde du printemps, mais elles sont faites de glace et, en tant que telles, sont en fait liées à l’hiver. » De plus, la fenêtre « est elle-même l’une des images ambivalentes préférées de Müller, car elle fonctionne à la fois pour unir (par sa transparence) et pour séparer deux âmes ». Dans son analyse de Frühlingstraum, Ian Bostridge recourt à des explications tant physiques que philosophiques et littéraires en évoquant la symbolique de l’eau et de la glace. « Dans un cycle très centré sur la place de l’homme dans la nature […] les Eisblumen sont les gages mystérieux de cette frontière floue entre le vivant et le non-vivant, acteurs d’une distribution incluant corneilles, corbeaux, feuilles tombantes et ignes fatui (feu-follet) ».

## Analyse de l'œuvre

### Présentation générale

#### Forme (lied strophique varié ou lied strophique simple)
Reprenant la structure logique du poème de Müller, le Frühlingstraum de Schubert est un lied strophique varié constitué de deux groupes de trois strophes chacun (ABC-ABC). Les similitudes mélodiques et métriques entre ces deux groupes rendent possible une autre définition de ce lied comme étant strophique simple (deux paragraphes subdivisés en trois). Cependant, les strophes du poème fonctionnant en paires (1-4, 2-5, 3-6), il semble plus pertinent de le concevoir en un lied strophique varié. En effet, les thématiques abordées dans les strophes du poème tendent à associer les strophes 1 et 4 (rêve de bonheur et d’amour), 2 et 5 (retour à la réalité) et 3 et 6 (état de semi-conscience, rencontre des deux mondes). En musique, cela est notamment traduit par les modes utilisés : les couplets 1 et 4 sont en mode majeur, 2 et 5 en mode mineur, et dans les couplets 3 et 6 le mode majeur est « vaincu par le mode mineur ».

#### Inscription dans le cycle
Frühlingstraum est le onzième lied du Winterreise, et il est le deuxième et dernier lied à ne pas s’ouvrir sur une tonalité mineure (le premier étant le n°5, Der Lindenbaum) bien qu’il évolue du mode majeur vers le mode mineur. Ces modes ont souvent été utilisés par Schubert afin de représenter la dichotomie entre l’intériorité et l’extériorité, le rêve et la réalité,… La première partie du Winterreise est considérablement ancrée dans ces rapports dichotomiques, les modes majeurs et mineurs symbolisant « la polarité entre la mémoire et le moment présent, l’imagination et la perception extérieure, le passé heureux et le présent tragique ». Le la majeur, plus précisément, est la tonalité systématiquement utilisée par Schubert pour symboliser « le monde du rêve, par opposition à la dure réalité ». Si le mode majeur illustre l’agréable monde du rêve et du souvenir amoureux dans lequel est plongé le wanderer de cette chanson, chacun de ses retours à la réalité est marqué par un déplacement de la mélodie vers le mode mineur.
Au sein du cycle des vingt-quatre chansons du Voyage d’hiver, des similitudes apparaissent entre Frühlingstraum et Die Post, la première chanson de la deuxième partie : ouverture en majeur (la pour Frühlingstraum, mi♭ dans le cas de Die Post) contrastant avec la majorité des autres chansons du cycle ; métrique en 6/8, indication de tempo similaire Etwas geschwind (un peu rapide), et motif d’accompagnement (accords arpégés en croches pointées) pouvant rappeler l’ouverture de Frühlingstraum. D'autres éléments permettent de la rapprocher de Rüblick : imagerie des oiseaux auxquels sont associés des motifs mélodiques, recours à une certaine naïveté mélodique. Enfin, au regard du répertoire schubertien, les motifs intégrant des octaves à la main droite sont préfigurés dans An dem Mond in einer Herbstnacht (D.614), composé sur un poème d’Alois Schreiber en 1818. Brigitte Massin associe aussi l’air de valse utilisé dans l’accompagnement du premier couplet (tonalité, rythme), et le lied Des Müllers Blumen, issu du cycle de La Belle Meunière (D.795).

### Ouverture (mesures 1-4, reprise en mesures 45-48)
Frühlingstraum s’ouvre en la majeur, en rythme 6/8, et l’indication de tempo est Etwas bewegt (un peu agité). L’ouverture est une phrase de quatre mesures simples et légères voire naïves, un air de danse (sicilienne : mesure ternaire en 6/8). Le caractère naïf de cette phrase musicale peut être mis en rapport avec le fait qu’elle est jouée dans un registre très élevé, en contraste avec toutes les chansons qui la précèdent. Ce registre peut évoquer le son d’une boîte à musique, au moment même où le protagoniste évoque le monde onirique. Cependant, la chanson entendue dans son contexte révèle que cette naïveté n’est qu’apparente. Après les dix premières chansons du cycle, écrites dans des tonalités mineures et empreintes d'une sorte d’angoisse omniprésente, et après un silence pouvant symboliser le sommeil du chanteur, cette ouverture plonge immédiatement l’auditeur au cœur d’un agréable rêve. « Ces mesures peuvent sembler quelque peu ordinaires en elles-mêmes mais, dans leur contexte, elles portent un potentiel magique bien au-delà de ce que leur simple mélodie et leurs progressions harmoniques suggéreraient autrement. »
Cette phrase musicale témoigne aussi de l'utilisation de l'ironie chez Schubert : « ... Dans Die Schöne Müllerin, l'air du Frühlingstraum n'aurait pas éveillé de soupçons. ... Mais en apparaissant avec ses charmantes couleurs délavées au milieu de la musique tragique du Winterreise, il se moque des chants du printemps conventionnels ». Cette ironie se prolonge dans le premier couplet lorsque le voyageur exprime son souvenir d’un rêve. En effet, il le raconte tout en étant éveillé et conscient, d’une part de l'irréalité du bonheur qu'il évoque, et d'autre part de la perte, probablement à jamais, de ce bonheur. L’ironie est donc située dans la juxtaposition toute romantique des « souvenirs envoûtants » et des « dures réalités du présent. »
L’ouverture et le premier (et quatrième) couplet de ce lied tendent à le définir comme un Volkslied, en raison de l’inspiration populaire des mélodies d’accompagnement : les airs de danse sicilienne pour l’ouverture, et de valse pour le premier couplet.

### Strophes 1 et 4 (mesures 4-14 et 48-58)
Les quatorze premières mesures de Frühlingstraum (ouverture et premier couplet) le démarquent des autres lieder du cycle par leur écriture d’une étonnante simplicité, et « presque entièrement diatonique », en conséquence de laquelle le rêve du wanderer est « une symétrie musicale parfaite ». Le seul chromatisme (mi#) de cette section n’apparaît qu’aux mesures 3 et 11 pour représenter le cri des oiseaux. Le premier mi naturel qui apparaître plus loin (mesure 18, dans le deuxième couplet) symbolise cette fois les cris d’un autre oiseau : le coq qui le fait sortir de son rêve et ainsi retrouver la réalité.
Le quatrième couplet retrouvera la mélodie du premier, en amplifiant l’idée de beauté et le caractère délicieux du rêve. « Les notes sont les mêmes, mais quelle que soit la beauté qui était là au début, elle est maintenant amplifiée, presque douloureusement. »

### Strophes 2 et 5 (mesures 14-26 et 58-70)
Le rêve de courte durée des strophes 1 et 4 se clôt sur une cadence parfaite suivie d’un silence déterminant. « Frühlingstraum est une étude des contrastes et des disjonctions, les silences entre les sections dramatisant les changements choquants de tempo, d'harmonisation, de mouvement, de tonalité et d’ambiance. » Le la majeur du premier couplet est immédiatement effacé pour le mode mineur (correspondant au réveil brutal du voyageur) : les changements de tonalité (la mineur - mi mineur - ré mineur - sol mineur - la mineur) sont soulignés par l'usage de sixtes augmentées (mesures 16, 18, 20). Dans la codetta (mesures 22-26, en la mineur) basée sur une pédale de tonique, les dissonances sont amenées, à la partie vocale et à la main droite du piano, par les sixtes augmentées des mesures 22, 23 et 24, et l’accord de septième de dominante (en premier renversement) de la mesure 25. La simplicité du premier couplet fait ainsi place à une mélodie rapide (Schnell) et instable, faite de chromatismes et de dissonances, et ponctuée par un accompagnement en accords brisés. Cette mélodie en tonalités mineures contraste avec la ritournelle mélodique majeure du couplet précédent, de la même façon que la dure réalité de l’hiver succède à l’agréable rêve de printemps.
Le cinquième couplet s’organise autour des mêmes éléments : le voyageur est brusquement sorti de ses rêveries par les cris d’un oiseau, symbolisés par des dissonances (mesures 60, 62, 64, 66, 68) et accents décalés qui marquent le retour à la réalité, au froid de l'hiver et à la solitude. Ces strophes sont interprétées dans un style récitatif, et le chant et l’accompagnement présentent tous deux une certaine agitation qui symbolise « le choc et la déception provoqués par cet éveil à la réalité ».
Dans les chansons de ce cycle dans lesquelles la mélodie évolue d’une tonalité à une autre, les dissonances peuvent se voir confiée une fonction motivique et « agir comme un point culminant des moments significatifs du drame tonal […] à des fins d’expression textuelle et de structure ». Dans ces couplets (mesures 15-26 et 59-70), les « dissonances métriques » ou « accents dynamiques décalés » (plus particulièrement aux mesures comprenant des sixtes augmentées, citées précédemment) représentent alors le conflit émotionnel éprouvé par le voyageur.
Concernant la transition des couplets 2 à 3 et 5 à 6, Susan Youens propose de considérer ces passages comme étant l’expression non-verbale des pensées du voyageur. « L'introduction au piano des vers de langsam reprend les chiffres de la cadence précédente dans une autre métrique, un autre tempo et une autre tonalité ; c'est-à-dire que l'arpégiation lente en la majeur à la basse (mesures 27-28) commence exactement avec les hauteurs qui concluent l'harmonie fortissimo en la mineur (mes. 26) à la fin des strophes 2 et [5]. Après s'être brusquement réveillé de son rêve, le vagabond s'arrête comme figé par le choc ; du choc, il dérive avec lassitude vers la pensée ».

### Strophes 3 et 6 (mesures 27-43 et 71-88)
Après cette autre pause, le troisième et le sixième couplet s’ouvrent sur un retour au la majeur et à un ralentissement de la mélodie par un passage en tempo langsam (lent) et à un rythme 2/4. La tonalité ne se stabilise cependant pas, et à l’issue du couplet c’est le la mineur qui l’emportera sur le majeur. « Dans cette chanson, le mode majeur du resplendissant royaume de l'imagination est toujours condamné à être déplacé par le mineur, et les rêveries du vagabond dans les troisième et sixième strophes rencontrent le même sort. La tonalité en la majeur du rêve ne peut plus sonner dans son ancienne pureté diatonique mais revient légèrement déstabilisée, s’éloignant au fur et à mesure que le vagabond "réfléchit sur le rêve". » La partie vocale retrouve un style lyrique et réflexif, pour exprimer l'état de semi-conscience dans lequel le voyageur se trouve alors.
Le changement de tonalité a lieu lorsque le wanderer s'adresse aux corbeaux (exprimant qu'il entend leurs cris comme des moqueries) dans le troisième couplet, et lorsqu’il s’adresse aux feuilles qu'il voit sur sa fenêtre dans le sixième. Le mineur réapparaît en fait à l'instant même où le voyageur formule cette notion de moquerie : « lorsque le vagabond remarque les feuilles de glace sur la fenêtre, il peut encore s'accrocher à la tonalité du rêve, mais lorsqu'il réfléchit sur le créateur d'une telle moquerie, il bascule dans le mode mineur [...] et dans la réalité éveillée ». Dans la sixième et dernière strophe, « le vagabond tente de s'accrocher à son rêve (Die Augen schliess ich wieder, / Noch schlägt das Herz so warm) dans sa tonalité majeure, puis pose de douloureuses questions en mineur, Wann grunt ihr Blätter am Fenster ? / Wann halt' ich mein Liebchen im Arm ? ». 

Le caractère tragique du lied est amplifié par cette reprise systématique des trois premières strophes : « l'impression d'instabilité tant rythmique que mélodique et tonale, ainsi surmultipliée, devient de manière évidente l'intention même du lied, et la source de son tragique : le rêve est à tout jamais barré, impossible ». La fin de la sixième strophe peut placer l'auditeur dans l’attente d’une nouvelle reprise de la première strophe, et donc d’un retour à cet agréable rêve, mais cette reprise n’aura pas lieu. Le la mineur qui conclut la chanson marque de surcroît l’impossibilité de retourner au rêve une troisième fois. Pour le protagoniste, « la fin est dévastatrice dans sa prise de conscience qu’il ne connaîtra plus jamais un tel amour ».

## Éditions
Le manuscrit autographe de la première partie du Winterreise (daté de 1927) se trouve à la Pierpont Morgan Library. Les ébauches de ces douze chansons y figurent « à l’encre pâle et uniforme» : dans le cas de Frühlingstraum, il s’agit surtout de la partie vocale, et de passages significatifs de la partie de piano. Les autres éléments, ainsi que des corrections, y ont ensuite été ajoutés à l’encre plus sombre.
Une copie de ce manuscrit autographe a été réalisée en 1827, à la demande de l’éditeur Haslinger, afin d’uniformiser et de corriger l’ensemble des douze premières chansons car le nombre de corrections dans le manuscrit autographe rend certains passages de ce cycle illisibles48. Cette copie fidèle se trouve à la Bibliothèque de Vienne. Dans cette version encore, des annotations de Schubert apportent quelques modifications importantes : il est fort probable que cette copie ait été réalisée par un copiste mais en collaboration constante avec Schubert. Une inscription sur la première page mentionne par ailleurs que « l'exemplaire a été réalisé pour l’éditeur Haslinger et contient de nombreuses corrections de Schubert ».
Cette deuxième version manuscrite annotée par Schubert a ensuite servi de modèle pour l’édition originale de cette première partie, publiée en janvier 1828, par Tobias Haslinger, à Vienne. Les corrections apportées concernent notamment les tempi de Frühlingstraum : l’indication « Etwas Geschwind » (assez rapide) de la version autographe est remplacée par « Etwas Bewegt » (assez animé). Schubert a aussi modifié la tonalité pour les sections langsam de la partition, mais la tonalité dans le manuscrit autographe est illisible.
Plus récemment, le Winterreise a été publié en édition urtext chez Bärenreiter. Les deux versions du Frühlingstraum évoquées plus haut (transcription manuscrite et version originale) sont par ailleurs transcrites et commentées dans le quatrième volume de la collection Franz Schubert. Neue Ausgabe sämtlicher Werke.

## Création et réception de l’œuvre
Un ami de Schubert, Joseph Van Spaun, évoque le contexte de création du cycle du Voyage d’Hiver dans ses notes de 1858. Lorsque Schubert le fait entendre à ses amis, tous s'en étonnent en raison de l’ambiance lugubre de ces chansons. Il précise cependant : « Schubert répondit alors seulement : « Moi, ces lieder me plaisent plus que tous les autres, et ils vous plairont à vous aussi. » Il avait raison : nous fûmes bientôt enthousiasmés par ces douloureux lieder que Vogl chantait de manière incomparable. »
En 1829, dans un compte rendu de la première partie du Winterreise, Gottfried Wilhelm Fink déclare que « Frühlingstraum n’est pas parmi les meilleurs » lieder de Schubert, en raison de la « banalité » de sa mélodie.

## Discographie sélective
Le plus ancien enregistrement daté de Frühlingstraum est celui, en 1928, du baryton Hans Duhan (Die Winterreise), accompagné par Ferdinand Foll (et par Orthmann pour les no 16, 17, 19, 20, 21, 23). Cependant, le catalogue de la Bibliothèque Nationale de France recense plusieurs enregistrements non-datés.
Initialement composé pour ténor, Frühlingstraum a été transcrit pour d’autres voix et instruments.
| Date | Chant                                | Piano                | Titre de l’album                                   | Label                             |
| 1928 | Hans Duhan (baryton)                 | Ferdinand Foll       | Die Winterreise (part 6/12)                        | Gramola                           |
| 1953 | Karl Schmitt-Walter                  | Hubert Giesen        | Die Winterreise (Opus 89)                          | Decca                             |
| 1955 | Dietrich Fischer-Dieskau (baryton)   | Gerald Moore         | Winterreise                                        | EMI Classics (His Master’s Voice) |
| 1966 | Dietrich Fischer-Dieskau (baryton)   | Jörg Demus           | Winterreise D.911 (Op. 89)                         | Deutsche Grammophon               |
| 1986 | Christa Ludwig (mezzo-soprano)       | James Levine         | Winterreise                                        | Deutsche Grammophon               |
| 1990 | Brigitte Fassbaender (mezzo-soprano) | Aribert Reimann      | Winterreise                                        | EMI                               |
| 1994 | Peter Schreier (ténor)               | András Schiff        | Winterreise                                        | Decca                             |
| 2014 | Jonas Kaufmann (ténor)               | Helmut Deutsch       | Winterreise                                        | Sony                              |
| 2014 | Matthias Goerne (baryton)            | Christoph Eschenbach | Winterreise (Matthias Goerne Schubert edition : 9) | Harmonia Mundi                    |
| 2019 | Ian Bostridge (ténor)                | Thomas Adès          | Winterreise, Op. 89, D. 911                        | PentaTone                         |